# Francis Dassaud
Francis Dassaud, né le 11 juillet 1895 à Châteldon (Puy-de-Dôme) et mort le 17 novembre 1965 à Puy-Guillaume (Puy-de-Dôme), est un homme politique français.

## Biographie
Issu d'une famille de petits paysans, Francis Dassaud obtient une bourse pour suivre des études à Clermont-Ferrand et obtient un certificat d'études pratiques de mécanicien.
Mobilisé pendant la première guerre mondiale, il participe à la bataille de Verdun, où il est grièvement blessé, amputé de la jambe gauche, et rendu de ce fait à la vie civile avec la croix de guerre.
Adhérent de la SFIO depuis 1914, il milite activement dans le syndicalisme après la guerre. Secrétaire de la Bourse du Travail de Vichy en 1919, il est ensuite en 1925 secrétaire du syndicat des verriers de Puy-Guillaume, jusqu'en 1928, et, de 1934 à 1935, de celui des lamineurs de cette même ville.
Cette année là, il est élu conseiller municipal de Puy-Guillaume. En 1936, il fait valoir son statut de blessé de guerre pour obtenir un emploi de receveur-buraliste.
Franchement hostile au régime de Vichy, il est déchu de son mandat municipal en 1941, et privé de son emploi. Engagé dans la résistance, il est élu maire de Puy-Guillaume en 1945, et conseiller général du Puy-de-Dôme, dans le canton de Chateldon. Il conserve ces mandats pendant toute la Quatrième République.
Son action durant la guerre lui vaut la légion d'honneur, la médaille militaire et la médaille de la résistance.
Placé en deuxième position sur la liste socialiste menée par Adrien Mabrut pour l'élection de la première assemblée constituante, en octobre 1945, il est élu député.
Candidat dans les mêmes conditions en juin et novembre 1946, il n'est pas réélu, du fait de la perte d'un de ses sièges par la liste SFIO.
En décembre 1946, il est élu au Conseil de la République, avec 25,5 % des voix, et réélu en 1948 avec 48,6 % des voix.
A la Haute Assemblée, il est très actif, s'intéressant principalement aux questions sociales et aux problèmes des anciens combattants, déportés et résistants.
Cela le conduit en janvier 1951 à la présidence de la commission du Travail du Conseil de la République, poste qu'il conserve après sa réélection en mai 1952, avec 48,7 % des voix.
De ce fait, il intervient sur la plupart des dossiers et projets examinés par la commission pendant ce mandat.
En 1958, il s'oppose au retour de Charles de Gaulle au pouvoir, s'écartant ainsi des positions de la SFIO. Il n'en est pas moins réélu au en juin 1958, puis de nouveau en avril 1959, alors que la Haute Assemblée a repris son nom de Sénat.
Il est alors désigné comme rapporteur de la commission des affaires sociales. Il participe activement à l'élaboration de la loi de décembre 1959 sur la formation des responsables syndicaux, mettant en avant sa propre expérience dans ce domaine.
Réélu conseiller général en 1964, il décide cependant de ne pas se représenter aux municipales de 1965, ni aux sénatoriales de cette même année.
Il meurt d'ailleurs quelques semaines plus tard.

## Détail des fonctions et des mandats
Mandats locaux
- 1945 - 1947 : Maire de Puy-Guillaume
- 1947 - 1953 : Maire de Puy-Guillaume
- 1953 - 1959 : Maire de Puy-Guillaume
- 1959 - 1965 : Maire de Puy-Guillaume

Mandats parlementaires
- 8 décembre 1946 - 7 novembre 1948 : Sénateur du Puy-de-Dôme
- 7 novembre 1948 - 18 mai 1952 : Sénateur du Puy-de-Dôme
- 18 mai 1952 - 8 juin 1958 : Sénateur du Puy-de-Dôme
- 8 juin 1958 - 26 avril 1959 : Sénateur du Puy-de-Dôme
- 26 avril 1959 - 1er octobre 1965 : Sénateur du Puy-de-Dôme